# Músculo genioglosso
O músculo genioglosso é um dos músculos extrínsecos da língua, responsáveis por modificar a posição da língua, isto é, movimentá-la para a frente ou para trás, erguê-la ou abaixá-la. No caso específico do genioglosso, são funções dele as ações que chamamos, vulgarmente, de colocar a língua para fora (flexão bilateral) e balançar a língua (flexão unilateral alternada).